# Tramvajová doprava v Göteborgu
Systém tramvajové dopravy ve švédském Göteborgu je se svou délkou 161 km nejrozsáhlejší tramvajovou sítí na území severských států. Göteborská tramvajová doprava tvoří páteř zdejší hromadné dopravy.     
Göteborskou tramvajovou síť obsluhuje 12 běžných linek s desetiminutovými intervaly v dopravní špičce. Celkem najedou göteborské tramvaje přibližně 36 000 km za den.      
Tramvajový provoz v Göteborgu funguje od roku 1879, přičemž až do roku 1902 ve městě jezdily koněspřežné tramvaje. V současnosti všechny spoje kromě historické linky obsluhuje společnost Göteborgs Spårvägar AB, vlastníkem kolejové sítě je göteborská obec.

## Seznam tramvajových linek
Stav k roku 2020.
| Linka | Trasa | Délka   | Počet zastávek |
| ----- | --- | ------- | -------------- |
|       | Tynnered – Frölunda – Högsbotorp – Marklandsgatan – Linnéplatsen – Järntorget – Stenpiren – Brunnsparken – Centralstationen – Redbergsplatsen – Härlanda – Östra sjukhuset                                             | 15,6 km | 29             |
|       | Högsbotorp – Marklandsgatan – Linnéplatsen – Annedal – Vasaplatsen – Grönsakstorget – Brunnsparken – Centralstationen – Skånegatan – Korsvägen – Krokslätt – Mölndal.                                                  | 12,9 km | 27             |
|       | Marklandsgatan – Mariaplan – Vagnhallen Majorna – Stigbergstorget – Järntorget – Vasa/Viktoriagatan – Valand – Brunnsparken – Centralstationen – Redbergsplatsen – Härlanda – Kålltorp                                 | 12,7 km | 30             |
|       | Mölndal – Krokslätt – Korsvägen – Valand – Brunnsparken – Centralstationen – Snabbspåret – Gamlestadstorget -Angered                                                                                                   | 19,3 km | 21             |
|       | Östra sjukhuset – Torp – Liseberg – Korsvägen – Valand – Brunnsparken – Lilla Bommen – Eketrägatan – Biskopsgården – Länsmansgården                                                                                    | 13,8 km | 29             |
|       | Kortedala – Gamlestadstorget – Redbergsplatsen – Skånegatan – Korsvägen – Chalmers – Sahlgrenska – Linnéplatsen – Järntorget – Grönsakstorget – Brunnsparken – Nordstan – Eketrägatan – Biskopsgården – Länsmansgården | 24,6 km | 46             |
|       | Tynnered – Frölunda – Högsbotorp – Marklandsgatan – Sahlgrenska – Chalmers – Vasaplatsen – Valand – Brunnsparken – Centralstationen – Snabbspåret – Gamlestadstorget – Kortedala – Bergsjön                            | 21,1 km | 35             |
|       | Frölunda – Högsbotorp – Marklandsgatan – Sahlgrenska – Chalmers – Korsvägen – Skånegatan – Redbergsplatsen – Gamlestadstorget – Angered                                                                                | 21,3 km | 25             |
|       | (Saltholmen) – Kungssten – Vagnhallen Majorna – Stigbergstorget – Järntorget – Stenpiren – Brunnsparken – Centralstationen – Snabbspåret – Gamlestadstorget – Angered                                                  | 20,6 km | 19             |
|       | Guldheden – Chalmers – Vasaplatsen – Valand – Brunnsparken – Lilla Bommen – Eketrägatan – Biskopsgården | 8,8 km  | 23             |
|       | Saltholmen – Kungssten – Mariaplan – Bangatan – Stigbergstorget – Järntorget – Brunnsparken – Centralstationen – Snabbspåret – Gamlestadstorget – Kortedala – Bergsjön                                                 | 21,8 km | 38             |
|       | Plánovaná tramvajová linka. |         |                |
|       | (Saltholmen → Marklandsgatan →) Sahlgrenska – Korsvägen – Skånegatan – Centralstationen – Brämaregården | 7,9 km  | 13             |
|       | Centralstationen – Brunnsparken – Valand – Korsvägen – Liseberg – Sankt Sigfrids Plan | 3,5 km  | 8              |